# Le Découpeur
 (février 2023).
Si vous disposez d'ouvrages ou d'articles de référence ou si vous connaissez des sites web de qualité traitant du thème abordé ici, merci de compléter l'article en donnant les références utiles à sa vérifiabilité et en les liant à la section « Notes et références ».
Le Découpeur (The Carver en VO) est un personnage de la série Nip/Tuck, qui apparaît pour la première fois dans la deuxième saison. C'est un violeur, qui défigure partiellement ses victimes (celles-ci ayant généralement un physique avantageux) à l'aide d'un instrument tranchant, en leur taillant deux traits en partant des commissures de la bouche. Le Découpeur veut ainsi montrer que « la beauté est la malédiction du monde ». Quand il commet ses crimes, il cache son visage derrière un masque blanc et parle avec un déformateur de voix, afin de ne pas dévoiler son identité. Comme le Découpeur viole ses victimes avec un godemichet, il est possible qu'il s'agisse d'une femme. 
Les chirurgiens Sean McNamara et Christian Troy vont réparer le visage de ses victimes successives. Sean McNamara propose notamment aux victimes du Découpeur une réparation faciale gratuite. Le Découpeur revient dans l'avant-dernier épisode de la deuxième saison, pour défigurer et violer un homme. Il menace de mort Sean dans sa douche s'il continue d'intervenir. Mais Sean a besoin de se sentir valorisé, en particulier aux yeux de Julia McNamara et continue donc les réparations faciales, de plus en plus difficiles. Il provoque le Découpeur en duel, mais perd son jeu parce c'est Christian qui est visé. 
Le Découpeur continue de semer la terreur tout au long de la troisième saison, où, pour la première fois, il tue une femme nommée Rhea Reynolds. Plusieurs personnages récurrents de la série seront soupçonnés d'être le sociopathe.   

## Le dénouement
Au début du dernier épisode de la troisième saison, la police entre dans le domicile de Quentin Costa, qui est désormais le suspect numéro un, afin de l'arrêter. Les policiers trouvent Quentin attaché à son lit, visiblement agressé par le Découpeur, avec deux entailles au niveau des commissures de la bouche. N'ayant vraisemblablement pas pu se faire ces coupures lui-même et encore moins s'attacher, Quentin est alors innocenté. Sean et Christian acceptent de l'opérer. Plus tard, après l'opération, Sean et Christian se retrouvent à la merci du Découpeur, qui les attache et les retient prisonniers dans leur propre clinique; le Découpeur a désormais le visage découvert et s'avère bel et bien être Quentin. 
Quentin menace Sean et Christian de les torturer et de les tuer. Après que Quentin a arraché le pouce de Sean, l'inspectrice Kit McGraw arrive et tire une balle sur Quentin, qui s'effondre et est laissé pour mort; les secours interviennent ensuite pour soigner Sean, qui devra recourir aux services d'un microchirurgien pour que sa main soit reconstruite. Plus tard, Kit va voir Quentin à la morgue: il s'avère alors que Quentin est vivant, car il portait un gilet pare-balles au moment où Kit lui a tiré dessus. Sa « mort » n'était qu'une mise en scène qu'il avait mise au point avec Kit, cette dernière étant en réalité sa complice (en d'autres termes, il n'y avait pas un, mais deux Découpeurs). 
Il s'avère que l'inspectrice Kit McGraw n'est pas britannique (contrairement à ce qu'elle faisait croire jusqu'alors) mais américaine, qu'elle s'appelle en réalité Katherine Costa et qu'elle est la sœur de Quentin. Des révélations sont faites sur leur enfance difficile : nés d'une relation incestueuse, ils souffraient tous deux d'une malformation physique, Kit ayant le visage difforme et Quentin n'ayant pas de pénis. C'est pour refaire le visage de sa petite sœur que Quentin a décidé de devenir chirurgien plasticien. Quentin est parvenu à refaire le visage de Kit, mais à cause des souffrances qu'ils ont endurées du fait de leur difformité et du regard des autres, ils sont convaincus que « la beauté est la malédiction du monde ». 
C'est pour prouver cette théorie que Quentin, sous le masque du Découpeur, a agressé de belles femmes (puis des hommes), en les défigurant partiellement avec un instrument tranchant et en les violant avec un godemichet. Son objectif était de les « guérir », en d'autres termes de leur faire prendre conscience du fait que la beauté est un mal. Avec la complicité de sa sœur inspectrice de police (et en cachant soigneusement leur lien de parenté), Quentin a pu commettre ses crimes avec plus de facilité. Ainsi, dans le cinquième épisode de la troisième saison, Kit avait fabriqué de fausses preuves pour faire croire que Christian est le Découpeur. On peut d'ailleurs supposer que Kit a occasionnellement porté le masque du Découpeur et commis des agressions et des viols à la place de son frère.
Pour ne pas être soupçonnés d'être des criminels, Kit et Quentin sont allés jusqu'à se défigurer mutuellement. En effet, la police pensait que le Découpeur agissait seul, et il semble peu probable qu'un individu se fasse lui-même des coupures symétriques au niveau des commissures de sa propre bouche. C'est donc Quentin qui, dans l'épisode 3. 05, a défiguré Kit; de même, cette dernière a attaché et défiguré Quentin, au début du dernier épisode de la saison, mettant ainsi fin aux soupçons qui planaient sur lui. Quentin a également usé de certains stratagèmes pour cacher à Sean et Christian son absence de pénis: par exemple, dans l'épisode 3.03, il a payé une jeune femme pour qu'elle fasse semblant de pratiquer sur lui une fellation sous les yeux de Sean. 
Sean et Christian découvrent finalement que Kit est la sœur de Quentin et comprennent qu'elle peut être sa complice, mais il est trop tard : Kit et Quentin sont désormais à Malaga, en Espagne, et semblent vouloir continuer de commettre leurs crimes là-bas.